# Leptotarsus (Macromastix) costalis
Leptotarsus (Macromastix) costalis is een tweevleugelige uit de familie langpootmuggen (Tipulidae). De soort komt voor in het Australaziatisch gebied.